# Skykomish
Pour la rivière du même nom, voir Skykomish (rivière).
La ville de Skykomish est située dans le comté de King, dans l’État de Washington, aux États-Unis. Sa population s’élevait à 198 habitants lors du recensement de 2010, estimée à 222 habitants en 2018.

## Source
- (en) Cet article est partiellement ou en totalité issu de l’article de Wikipédia en anglais intitulé « Skykomish, Washington » (voir la liste des auteurs).

1. ↑  « Population and Housing Unit Estimates » (consulté le 15 juin 2019)
2. ↑  Bureau du recensement des États-Unis, « Census of Population and Housing » (consulté le 31 juillet 2013)
3. ↑  « Population Estimates », Bureau du recensement des États-Unis (consulté le 15 juin 2019)